# Filastrocche in cielo e in terra (album)
Filastrocche in cielo e in terra è il primo album di Lucia Mannucci e Antonio Virgilio Savona, con musiche dello stesso Savona su poesie di Gianni Rodari e pubblicato nel 1972 dalla casa discografica I Dischi dello Zodiaco.

## Descrizione
L'album è composto da una serie di filastrocche tratte dall'omonimo libro di Gianni Rodari, musicate da Antonio Virgilio Savona e cantate da Savona stesso insieme alla moglie Lucia Mannucci, entrambi componenti dello storico Quartetto Cetra.
Savona e Luciano Berio realizzarono L'opera delle filastrocche, presentata nel 1983 al Teatro della Pergola; sei filastrocche furono riedite nel 1988 dalla Dischi Ricordi col titolo Filastrocche da cantare, un volume (con allegata audiocassetta) illustrato da Emanuele Luzzati con suggerimenti e consigli su come eseguirle, come allestirle e come sceneggiarle di Emanuele Luzzati e Claudia Lawrence.

## Tracce
Testi di Gianni Rodari, musiche di Antonio Virgilio Savona; edizioni musicali I Dischi dello Zodiaco.

### Lato A
1. L'accento sull'A – 1:10
2. Il gatto Inverno – 1:56
3. La scuola dei grandi – 1:10
4. Teledramma – 2:37
5. Il gioco dei se – 0:44
6. Ferragosto – 1:50
7. Sul duomo di Como – 0:25
8. Re Federico – 1:23
9. Medley: – 1:38
10. Pesci! Pesci! – 1:51

Durata totale: 14:44

### Lato B
1. Dopo la pioggia – 2:01
2. Il ragioniere a dondolo – 0:53
3. Il malatino – 1:54
4. Il vagone letto – 1:01
5. Filastrocca impertinente – 0:38
6. Il giornale dei gatti – 0:46
7. L'uomo di neve – 1:20
8. Medley: – 1:43
9. La Bella Addormentata – 2:22

Durata totale: 12:38

## Formazione
- Lucia Mannucci – voce
- Antonio Virgilio Savona – voce
- Ernesto Massimo Verardi – chitarra
- Giancarlo Barigozzi – flauto